# Elisabeth Schrenk
Elisabeth „Lisi“ Schrenk (* 24. Juni 1972 in Wien) ist eine ehemalige österreichische Inline-Speedskaterin (Marathon und Downhill) und krönte ihre sportliche Karriere mit dem Weltmeistertitel 2001.

## Karriere
Mit den traditionellen Rollschuhen 1981 hat alles angefangen. Sie wurde mehrfache österreichische Staatsmeisterin und Rekordhalterin auf verschiedenen Distanzen. 1992 beim Warm Up, bei der Europameisterschaft in Sizilien (Acireale) stürzte sie schwer und konnte danach 16 Monate das linke Bein nicht spüren.
In der Zwischenzeit hatte die Weltelite und ein Jahr später der österreichische Rollsportzirkus auf die Inlineskates umgesattelt. Die Inlineskates lösten den traditionellen Rollschuh im Schnelllaufen zur Gänze ab. Inline Speed Skating war geboren und 1994 wurde, nach einigen Umstiegsproblemen und ohne Training, Schrenk wieder österreichische Staatsmeisterin auf der Wiener Donauinsel.
1995 erhielt sie ein erstes Sponsoring durch die Firma Rollerblade. Es folgte ein Comeback und der Weg an die Weltspitze des Inline Sportes. Spätestens nach dem Sieg bei der Downhill Weltmeisterschaft in Lausanne 2001, konnte ihr Spitzname „Speedqueen“ mehr als bestätigt werden. Tags darauf startete sie beim SIC Inline Marathon in Lausanne und gewann diesen mit beachtlichem Vorsprung. Mit dieser Glanzleistung der ersten österreichischen WM Goldmedaille für den Österreichischen Rollsport und Inline-Skate Verband (ÖRSV) schaffte sie 2002 auch die Aufnahme ins Heeressportzentrum des Österreichischen Bundesheers.
Von allen ihren Teams war die Zeit beim Salomon World Team das absolute Highlight. Inline Skating war zu dieser Zeit auch populär wie kein anderer Trendsport. Mit ihrem erfolgreichen Schlusssprint auf der Wiener Ringstraße im Rahmen des World Inline Cup gelang ihr im Jahr 2000 die Aufnahme, ins damals so heiß ersehnte Saab Salomon World Team. Das Salomon World Team hat sowohl bei den Damen als auch bei den Herren im Marathon-Sektor jahrelang fast alle Rennen dominiert und Gesamtwertungen in Österreich, Frankreich, Italien, Schweiz, Deutschland und dem World Inline Cup gewonnen.
Schrenk ist gelernte Auslagendekorateurin, diplomierte Handelsassistentin und hat den Abschluss zur Fachwirtin für Handel (Klein und Mittelbetriebe), weiters eine Ausbildung zur Projektmanagerin absolviert, war sechs Jahre in der Organisation von Sportveranstaltungen selbständig tätig. Für den ÖRSV leitet sie das polysportive Projekt Going to the Top, eine Initiative zur Förderung des Nachwuchssportes und der Chancengleichheit, und ist Beirat für 100 % Sport. Sie ist NLP-Resonanz-Coach, war Lehrbeauftragte des ÖRSV, sowie diplomierte Ausdauersport-Trainerin (BSPA Wien), hat ein Inline-Speed-Skating-Trainerdiplom in italienischer Sprache, das englische IISA Inline Teaching Certificate (Level 1, 2 und 3 Speed) und war zwischen 2005 und 2012 Nationalteamtrainerin von Dänemark. Mit den zwei Europameistertiteln der Inline-Speed-Skating-EM in Macerata (Italien) im Juli 2011 durch Stefan Due Schmidt wurde der Erfolg als Trainerin gekrönt.
Für die Firmen Bauer/Nike, Salomon und Rollerblade war sie Promotionbereich jahrelang international tätig. Durch eine Kooperation mit den Vereinigten Bühnen Wien und dem Raimundtheater coachte sie das Ensemble des Stücks Rudolf, Die Affaire Mayerling und studierte auch die schwungvolle Eislaufszene ein. Seit 2008 ist sie im Organisationsteam des einmaligen WACHAUmarathon, durch Veranstalter Mag. Michael Buchleitner mehr und mehr im Laufsport tätig, als Running Coach oder als Projektleiterin des OMV Run & Fun im Rahmen des Vienna City Marathons. Elisabeth Schrenk gilt gemeinsam mit Franz Stocher (Bahnradweltmeister 2003) als Initiatorin für das erfolgreiche Tuesday Nightskating in St. Pölten und Wiener Neustadt. Bei der alpinen Ski-WM in Schladming 2013 war sie Teil des OK-Teams und seit 2014 ist sie Event Director für den Wings for Life World Run in Österreich.

## Erfolge
13-fache Weltcupsiegerin, sowie einige Europacupsiege, zahlreiche internationale Podestplätze, zweifache Vize-Weltmeisterin (2000 und 2004), jeweils Vierte bei der Weltmeisterschaft 2006 und 2008 und Downhill-Weltmeisterin 2001

## Teams
- 1995: Rollerblade Austria Team
- 1996–1999: Bauer/NIKE International Racing Team
- 2000: VW/Salomon National Team
- 2001–2004: SAAB Salomon World Team
- 2005–2008: Rollerblade Speedodrom International Team

## Auszeichnungen (Auszug)
- 2001: Silbernes Ehrenzeichen für Verdienste um die Republik Österreich
- 2010 Top-Funktionärin des Jahres 2. Platz BSO Sport Cristall